# Ammothella stauromata
Ammothella stauromata là một loài nhện biển trong họ Ammotheidae. Loài này thuộc chi Ammothella. Ammothella stauromata được miêu tả khoa học năm 1982 bởi Child.